# Dora Keen

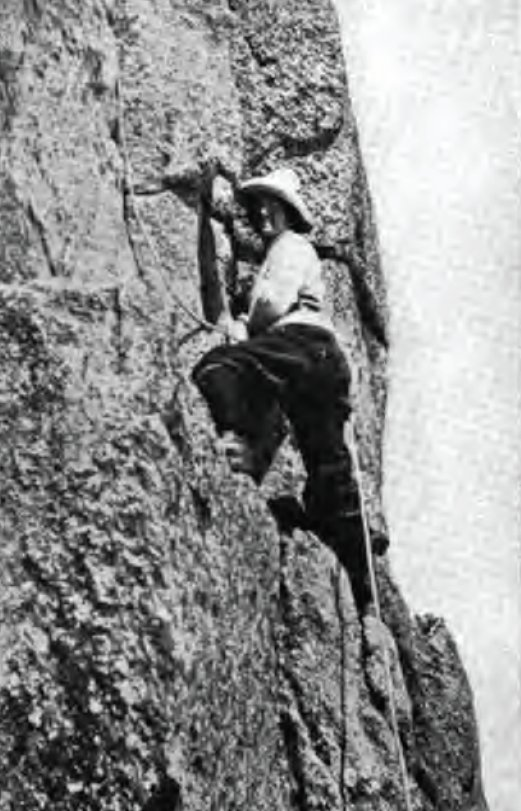
Dora Keen subiendo la Dent Du Requin en Francia, 1910

Dora Keen (24 de junio de 1871 – 31 de enero de 1963)  fue una mujer americana  viajera y alpinista, así como trabajadora social y educacional.

## Infancia
Nació el 24 de junio de 1871 en Filadelfia,  hija del cirujano William Williams Keen. Después de graduarse en Bryn Mawr College en 1896, ocupó varios puestos en organizaciones filantrópicas, en Filadelfia, incluida  la Sociedad para la Prevención de Crueldad en la Infancia, la Sociedad Americana para Legislación del Trabajo, y la Sociedad organización para la Caridad, donde logró  reformas importantes.

## Escaladora alpina
En sus viajes recorrió el continente norteamericano de Alaska a Panamá, ambas costas de América Del Sur y el interior de la zona sur, este, oeste, y sur de Asia y norte de África e hizo numerosas visitas a Europa. Su actividad como alpinista empezó con ocho ascensos a cumbres  de  primera clase en los Alpes en 1909-10.  Comenzó con la subida al Matterhorn. Keen viajó  a Zermatt en el verano de 1909, donde escaló el Zinal Rothorn, el Monte Rosa, el Weisshorn, y el Matterhorn.
En el verano de  1911 su expedición equipada insuficientemente , organizada de manera precipitada para el ascenso de Monte Blackburn (16, 140 pies) (4919 m) en Alaska, no tuvo éxito. La expedición malgastó 4 días y medio  intentando subir dos glaciares diferentes en la base de montaña, mientras que se esperaba un tiempo  total para la escalada de 12 días. Cada esfuerzo se abandonaba rendida por las avalanchas y  los glaciares impracticables. Keen regresó  de nuevo en 1912, acompañada por buscadores de oro locales, y logró el primer ascenso récord a la montaña el 19 de mayo de 1912 a este pico Sub-Ártico. De los 33 días qué la partida invirtió enteramente en los glaciares,  20 de ellos estuvieron sin tiendas, durmiendo en cuevas en la nieve a temperaturas  bajas extremas; y durante 10 días las velas fueron su único  combustible.

## Expediciones
Esta expedición se siguió inmediatamente por un viaje de 300 millas (483 km) a pie y campo abierto, con un barco  como campamento  a través del desierto de Alaska  al río Yukon; durante 125 millas (201 km) la ruta pasó por encima de  Skolai Pass, por lo que Keen se convirtió en la primera mujer que lo habría cruzado. En 1914, junto a tres hombres,  hizo observaciones científicas sobre  los glaciares de Harriman Fjord y College Fjord, Prince William Sound, Alaska, e hizo las primeras exploraciones del Glaciar de Harvard, alcanzando sus fuentes (6100 ft) (1859 m).
Keen contribuyó con numerosos artículos en revistas populares y  geográficas y lecturas de sus experiencias. Se hizo socia de la Sociedad Geográfica Real, Londres, en 1914.

## Vida personal
Keen se casó con George Handy e el 8 de julio de 1916, en McCarthy, Alaska, cuando visitó el Monte Blackburn. Se establecieron en West Hartford, Vermont, y dirigieron una granja. Se divorciaron después 16 años de matrimonio. Después  del divorcio,  Keen vendió seguros para continuar viajando por el mundo. En 1962, a la edad de 91 años, durante una gira mundial,  Keen llegó a Alaska, donde no había estado desde 1916. Murió en Hong Kong el 31 de enero de 1963.